# Hippeastrum mollevillquense
Hippeastrum mollevillquense är en amaryllisväxtart som först beskrevs av Martín Cárdenas Hermosa, och fick sitt nu gällande namn av Van Scheepen. Hippeastrum mollevillquense ingår i släktet amaryllisar, och familjen amaryllisväxter.
Artens utbredningsområde är Bolivia. Inga underarter finns listade i Catalogue of Life.